# Herman Li
Herman Li (kinesiska: 李康敏, pinyin: Li Kangmin), född 2 oktober 1976 i Hongkong, är gitarrist, bakgrundssångare och producent i det brittiska power metal-bandet DragonForce.

## Privatliv
Herman Li föddes i Hongkong 1976. Enligt hans profil på DragonForces webbplats, så är hans intressen - förutom musik - datorer och kampsport. Han tränar brasiliansk jujutsu fem dagar i veckan. Han talar dessutom tre språk flytande. Herman Li har spelat i flera band, såsom black metal-bandet Demoniac.

## Influenser
Herman Li tar inspiration från videospelsmusik och härmar ljud från populära retrospel från det sena 1980-talet, 1990-talets arkadspel samt PC-spel. Herman Li har blivit känd för sina Pac-Man-liknande ljud i låten "Through the Fire and Flames" från albumet Inhuman Rampage. I mitten på låten "Black Fire" från Valley of the Damned så spelar han första delen av temat från spelet Double Dragon.

## Nuvarande utrustning
- Gitarrer:
  - Ibanez E-Gen - EGEN18 Herman Li Signatur model
  - Ibanez 7 String - S5407BK
  - Ibanez Acoustics
  - DiMarzio Pickups
  - D'Addario Strings

- Förstärkare m.m.:
  - Rocktron Prophesy II
  - Rocktron All Access
  - Rocktron MIDI Mate
  - Source Audio Hot Hand
  - Mesa Boogie Stereo 2:Fifty
  - Peavey 4x12 Straight Speaker Cabinets
  - MIDIjet Pro Wireless Midi System
  - DigiTech Whammy 2
  - Dunlop Cry Baby DCR-2SR
  - Ibanez Weeping Demon
  - Rocktron Patch Mate
  - Rocktron Xpression
  - Rocktron Intellifex XL
  - Korg DTR-2000